# Eingriff (Spanen)
Eingriff ist in der Zerspantechnik ein nicht genormter Fachausdruck. Wenn ein Zerspanungswerkzeug derart Kontakt mit dem Werkstück hat, das davon Späne abgetrennt werden so steht das Werkzeug im Eingriff. Der Ausdruck kommt unter anderem in der Definition der Standzeit vor. Dort wird nur diejenige Zeit berücksichtigt in der das Werkzeug auch im Eingriff steht, während Werkstückwechselzeiten oder die Zeiten für die Justage des Werkzeuges sowie die Zeiten während der Bewegung des Werkzeuges zur Bearbeitungsstelle (ohne Abtrennen von Spänen) nicht mitgezählt werden.
Bei Drehautomaten beispielsweise können mindestens drei Werkzeuge gleichzeitig zum Eingriff gebracht werden, sie trennen also parallel Späne vom Werkstück ab. Eine Bearbeitung mit drei Werkzeugen gleichzeitig liegt dagegen bereits vor, wenn sich mehrere Werkzeuge gleichzeitig im Arbeitsraum der Werkzeugmaschine bewegen, auch wenn keines davon Späne abtrennt.
Der Ausdruck „Eingriff“ kommt auch in einigen genormten Fachausdrücken vor: Eingriffsgrößen sind beispielsweise Größen die der Maschinenbediener an der Maschine einstellen kann und die Dicke der abgetrennten Schicht beeinflussen, darunter auch der Arbeitseingriff ae.